# Fuchsia campii
Fuchsia campii là một cây bụi thuộc họ Onagraceae đặc hữu của phía nam dãy Andes trong các tỉnh của Ecuador là Azuay và Loja, nơi môi trường sống của nó bị đe dọa. Môi trường sống tự nhiên của loài này là trên các sườn núi nhiều mưa và ẩm ướt (cao độ 2.300 - 3.500 mét) trong các khu vực rừng nằm giữa vùng đồng cỏ, nhưng đôi khi cũng mọc dọc theo các con suối và ven đường. Loài này được miêu tả về mặt thực vật học vào năm 1995 bởi Paul Edward Berry.
Một quần thể F. campii được bảo vệ trong phạm vi Vườn quốc gia Podocarpus (Parque Nacional Podocarpus) và một quần thể khác có lẽ cũng được bảo vệ ở Vườn quốc gia Cajas (Parque Nacional Cajas).